# 도나 머피
도나 머피(영어: Donna Murphy, 1959년 3월 7일 ~ )는 미국의 배우이다. 뮤지컬 중심으로 활동하며, 뮤지컬 《왕과 나》(1996-97) 등을 통해 토니상에 다섯 차례 후보로 올라 그중 두 번 수상하였다.

## 출연 작품

### 영화
- 스타 트랙 9 - 최후의 반격 (1998)
- 스파이더맨 2 (2004)
- 월드 트레이드 센터 (2006)
- 라푼젤 (2010) - 애니메이션
- 본 레거시 (2012)

### 텔레비전
- 길디드 에이지 (2022-현재)